# Star Wars Resistance
Cet article concerne une série d'animation en 3D. Pour l'attraction des parcs Disney, voir Star Wars: Rise of the Resistance.
Forces du destin The Mandalorian
Star Wars Resistance est une série d'animation en 3D américaine en 41 épisodes de 22 minutes, créée par Dave Filoni et diffusée entre le 7 octobre 2018 et le 26 janvier 2020 sur Disney Channel et Disney XD.
La série se déroule durant la troisième trilogie de Star Wars. Elle débute six mois avant l'histoire du Réveil de la Force et se termine avant les événements survenus dans L'Ascension de Skywalker. Star Wars Resistance est centrée sur Kazuda Xiono, un jeune pilote recruté par la Résistance, qui doit espionner la menace grandissante du Premier Ordre.
En France, la série est diffusée dès le 13 octobre 2018 sur Disney XD.

## Synopsis
Poe Dameron, un commandant de la Résistance, envoie le jeune pilote Kazuda Xiono espionner le Premier Ordre. Afin de remplir sa mission, Kazuda se rend sur la station spatiale Colossus. Celle-ci est utilisée par de nombreux vaisseaux pour le ravitaillement et les réparations, mais également pour des courses dangereuses. Alors qu'il montre ses compétences de vol à son arrivée, Kazuda se retrouve entraîné dans l'une des courses.

## Fiche technique
Sauf indication contraire, les informations mentionnées dans cette section peuvent être confirmées par la base de données cinématographiques IMDb,  présente dans la section « Liens externes ».
- Titre original et français : Star Wars Resistance
- Création : Dave Filoni
- Réalisation : Justin Ridge (supervision), Steward Lee, Saul Ruiz, Bosco Ng, Brad Rau et Sergio Páez
- Scénario : Brandon Auman, Kevin Burke, Chris Wyatt (en), Paul Giacoppo et Gavin Hignight
- Direction artistique : Amy Beth Christenson
- Photographie : Emily Shkoukani
- Montage : Joe E. Elwood, Alex McDonnell et Hiroaki Sasa
- Musique : Michael Tavera
- Casting : Lindsay Halper
- Production : Jack Liang
  - Production associée : Josh Rimes
  - Production déléguée : Dave Filoni, Athena Yvette Portillo, Justin Ridge et Brandon Auman
  - Production exécutive : Sarah Cortina
- Sociétés de production : Lucasfilm, Lucasfilm Animation, Polygon Pictures et CGCG (animation)
- Société de distribution : Disney-ABC Domestic Television
- Pays d'origine :  États-Unis
- Langue originale : anglais
- Genre : science-fiction
- Format : couleur - 1,78:1 - HD - son Dolby Digital
- Durée : 22 minutes

## Distribution

### Voix originales
- Christopher Sean (en) : Kazuda « Kaz » Xiono
- Josh Brener : Neeku Vozo
- Scott Lawrence (en) : Jarek Yeager
- Suzie McGrath : Tamara « Tam » Ryvora
- R1-J5, surnommé « Bucket »[Note 1]
- Lex Lang : major Elrik Vonreg
- Myrna Velasco : Torra Doza
- Tovah Feldshuh : Z'Vk'Thkrkza, surnommée « tante Z »
- Jason Hightower : capitaine Imanuel Doza
- Gary Anthony Williams : Kragan Gorr
- Liam McIntyre : commandant Pyre
- Nazneen Contractor : Synara San
- Mary Elizabeth McGlynn : Freya Fenris, Jooks et 4D-M1N
- Frank Welker : Chelidae
- Stephen Stanton (en) : Griff Halloran
- Bobby Moynihan : Orka
- Jim Rash : Flix
- Antony Del Rio : Kel
- Donald Faison : Hype Fazon
- Sumalee Montano : agent Tierny
- Dave Filoni : Bo Keevil
- Elijah Wood : Jace Rucklin
- Christine Dunford (en) : lieutenant Galek

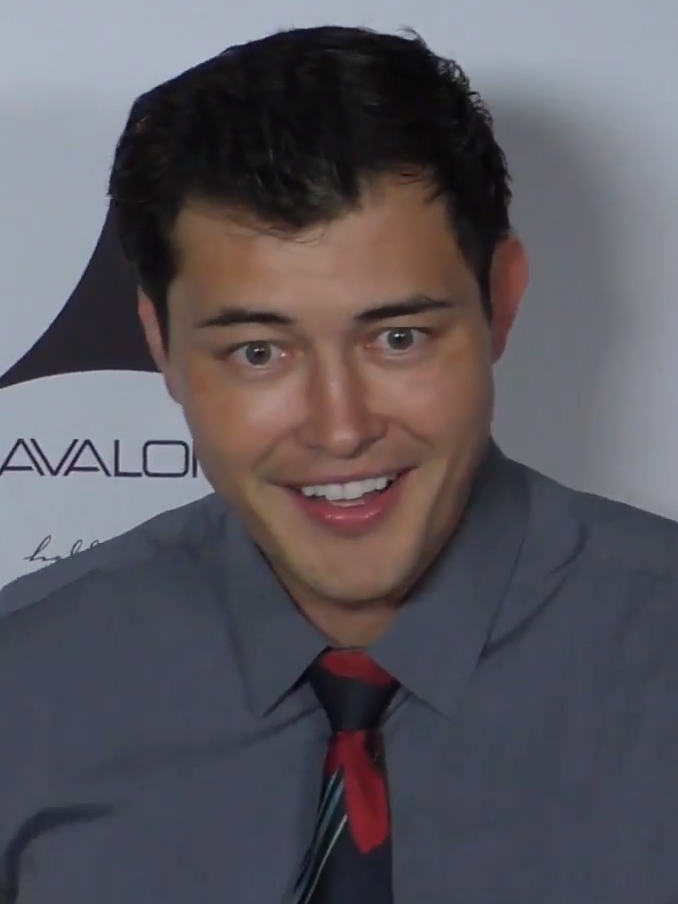
Christopher Sean (en) en 2016.
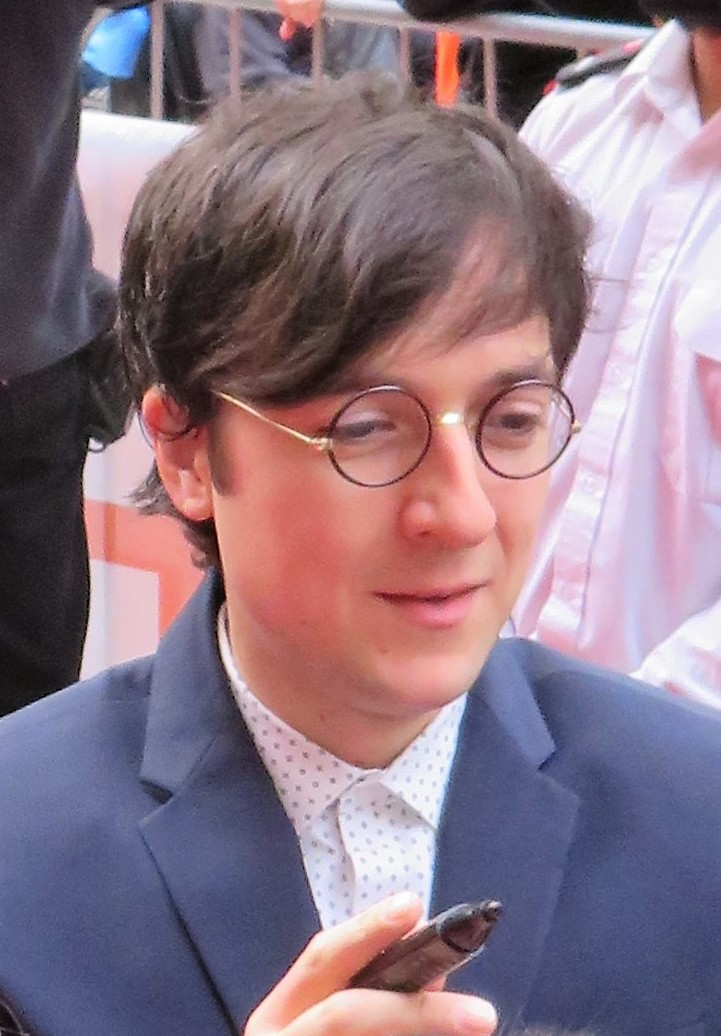
Josh Brener en 2018.
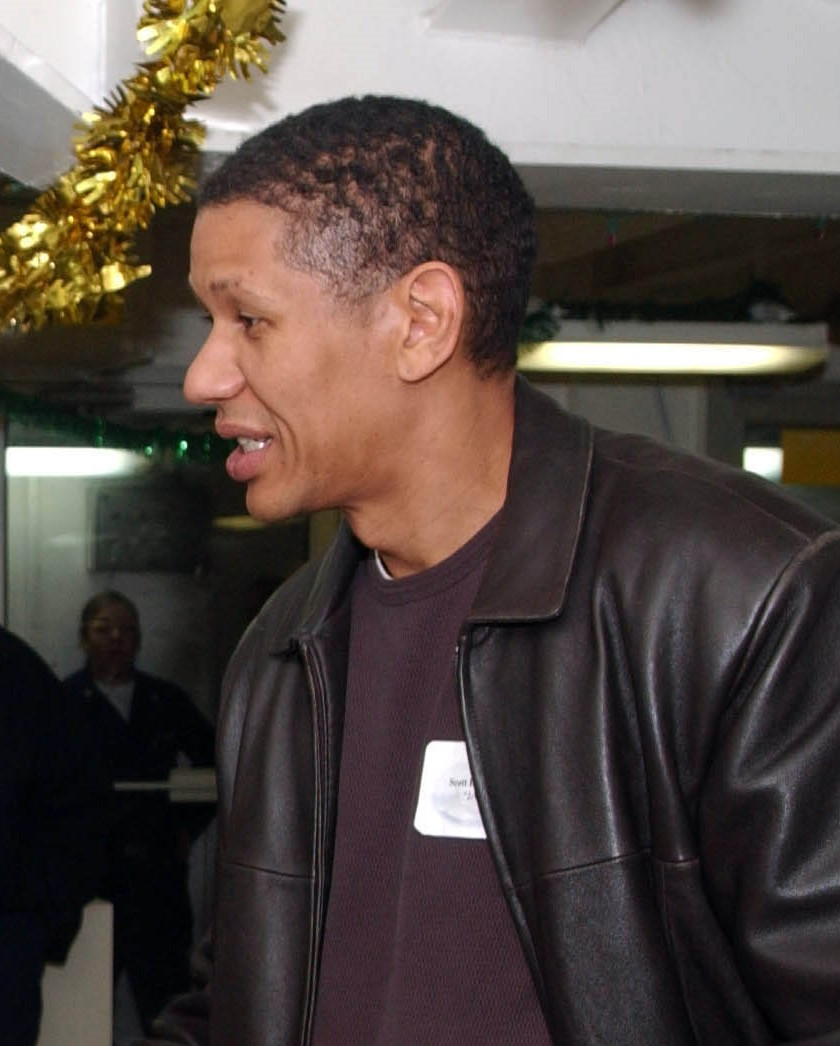
Scott Lawrence (en) en 2004.
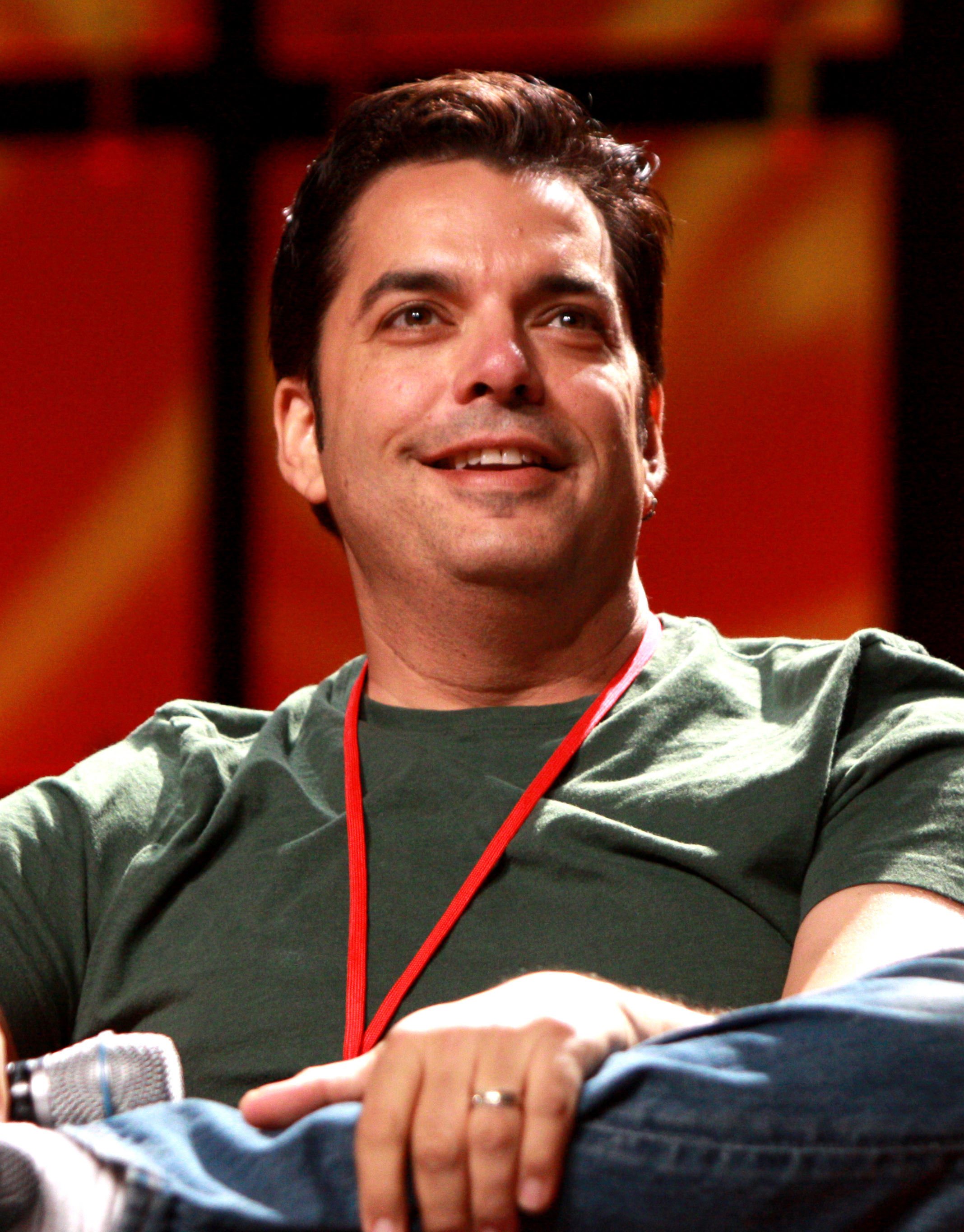
Lex Lang en 2013.
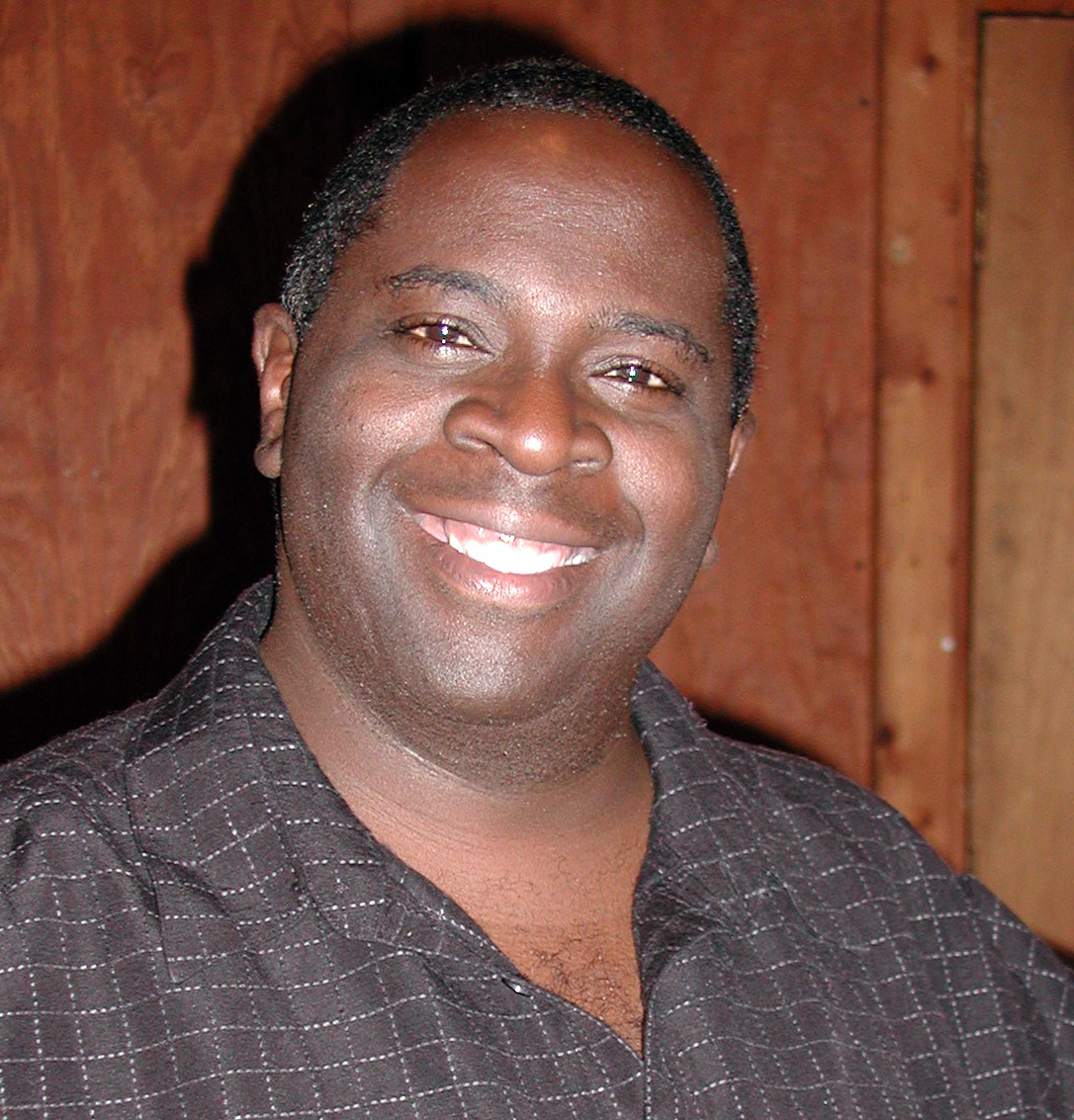
Gary Anthony Williams en 2007.
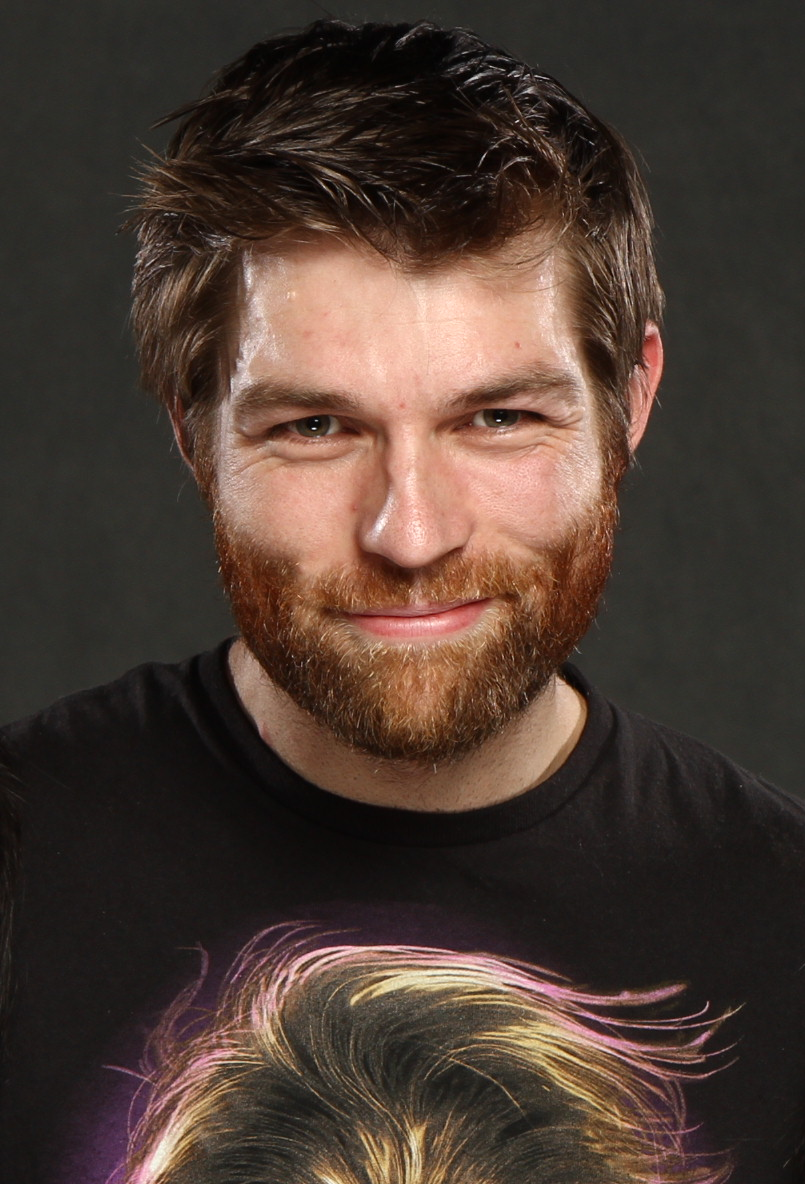
Liam McIntyre en 2014.

### Voix françaises
- Damien Locqueneux : Kazuda « Kaz » Xiono
- Fabian Finkels : Neeku Vozo
- Jean-Marc Delhausse : Jarek Yeager
- Héléna Coppejans : Tamara « Tam » Ryvora
- Franck Dacquin : major Elrik Vonreg
- Marie Braam : Torra Doza
- Nathalie Hons : Z'Vk'Thkrkza, surnommée « tante Z »
- Philippe Résimont : capitaine Imanuel Doza
- Alain Eloy : Kragan Gorr
- Michelangelo Marchese : commandant Pyre
- Célia Torrens : Synara San
- Sophie Landresse : Freya Fenris et 4D-M1N
- Philippe Tasquin : Griff Halloran et Bo Keevil
- Benoît Van Dorslaer : Orka
- Simon Duprez : Flix
- Olivier Prémel : Hype Fazon
- Delphine Moriau : agent Tierny
- Alexis Flamant : Jace Rucklin
- Monia Douieb : lieutenant Galek

- Version française :
  - Société de doublage : Dubbing Brothers
  - Direction artistique : Aurélien Ringelheim
  - Adaptation des dialogues : Michel Berdah

 Source et légende : version française (VF) d'après le générique de fin.

## Production

### Développement
Le 23 septembre 2016, il est annoncé que Dave Filoni, superviseur de la réalisation de Star Wars: The Clone Wars et Star Wars Rebels, n'occupe plus ce poste afin de se focaliser sur le « développement futur de l'animation »,. Cinq mois plus tard, un dépôt d'une marque, par Lucasfilm, nommée Star Wars Resistance, révèle que cela pourrait être le titre d'une prochaine série d'animation. Une précédente rumeur, de 2014, révélait que Lucasfilm envisageait une nouvelle série, après Rebels, qui se déroulerait durant la troisième trilogie de Star Wars. Finalement, le 26 avril 2018, Star Wars Resistance est annoncée pour un début de diffusion prévu à l'automne 2018. L'idée de la série provient de l'intérêt de Filoni pour les pilotes et les avions de chasse de la Seconde Guerre mondiale, notamment par son grand-père qui était pilote. Filoni choisit alors d'explorer la période antérieure au Réveil de la Force afin d'exploiter son idée.
Resistance permet ainsi d'explorer le Premier Ordre et la création de la Résistance, notamment le personnage de Poe Dameron et sa relation avec Leia Organa. Cependant, Filoni ne souhaite pas que la série soit sombre, mais plus proche de l'ambiance légère de la trilogie originale et de celle du film L'Étoffe des héros. Au début du développement de la série, en 2016, l'équipe de production ne connaît pas les détails des intrigues des épisodes VIII et IX, qui sont alors également en développement. Cela oblige alors l'équipe à veiller de ne pas créer de conflit de continuité avec des films qui ne sont pas terminés. Le 17 août 2018, lors de la diffusion de la première bande-annonce, il est annoncé que la série débutera le 7 octobre 2018.

### Attribution des rôles
Resistance dispose en grande partie de nouveaux personnages, mais comprend également des apparitions, en tant qu'invités, de personnages issus des films Star Wars. Parallèlement à l'annonce de la série, Oscar Isaac et Gwendoline Christie sont annoncés pour reprendre leurs rôles respectifs de Poe Dameron et du capitaine Phasma de la troisième trilogie. Durant la deuxième saison, Ellen Dubin succède à Christie dans le rôle de Phasma.
Rachel Butera, qui interprète Leia Organa dans le jeu vidéo Star Wars Battlefront II, devait initialement reprendre le rôle pour Resistance. Cependant, le 27 septembre 2018, l'actrice se moque sur Twitter de la voix de Christine Blasey Ford, alors en plein témoignage contre Brett Kavanaugh pour agression sexuelle. Cela provoque une controverse, notamment vis-à-vis des fans et des médias qui jugent que cela est contraire au personnage de Leia. Tandis que Butera s'excuse, la diffusion de l'épisode concerné, Exploration clandestine, révèle qu'elle est remplacée par Carolyn Hennesy (en). Cette dernière avait déjà interprété Leia durant la mini-série Lego Star Wars: All-Stars.

### Conception
Resistance est conçue avec un style d'animation 3D inspiré des anime,. Cependant, l'équipe de production utilise également le cel-shading afin d'obtenir un aspect en 2D. Pour concevoir la série, les animateurs utilisent plusieurs logiciels, dont Toon Boom Storyboard Pro pour les animatiques et Autodesk Maya et Nuke pour l'animation. ZVIZ, un logiciel créé par Lucasfilm, est également utilisé pour visualiser les images de synthèse. Le style de Resistance est fortement influencé par les univers de Robotech, Lupin III et les films de Hayao Miyazaki.
L'animation de la série est produite par le studio japonais Polygon Pictures. Tandis que Filoni est le créateur de la série, ce dernier n'est pas complètement impliqué dans la production de Resistance en raison de son travail sur les nouveaux épisodes de Star Wars: The Clone Wars. Il fournit cependant des directives et des notes à l'équipe de production, un rôle que Filoni compare à la contribution de George Lucas sur The Clone Wars.

## Épisodes

### Première saison (2018-2019)
Composée de vingt-deux épisodes, la première saison est diffusée du 7 octobre 2018 au 17 mars 2019,. Elle débute six mois avant Le Réveil de la Force et se termine parallèlement à l'histoire du film,.
1. La Recrue, première partie (The Recruit: Part I)
2. La Recrue, deuxième partie (The Recruit: Part II)
3. Une station sous assaut (The Triple Dark)
4. Un carburant explosif ! (Fuel for the Fire)
5. La Tour des as (The High Tower)
6. Les Enfants de Tehar (The Children from Tehar)
7. Secteur six en alerte (Signal from Sector Six)
8. Le Double Jeu de Synara (Synara's Score)
9. Le Prix à payer (The Platform Classic)
10. Secrets et Hologrammes (Secrets and Holograms)
11. Exploration clandestine (Station Theta Black)
12. Bibo (Bibo)
13. Épisodes courts[Note 3]
14. Les affaires sont les affaires (Dangerous Business)
15. Le Dilemme de Doza (The Doza Dilemma)
16. L'Occupation du Premier Ordre (The First Order Occupation)
17. Le Nouveau Stormtrooper (The New Trooper)
18. Le Cœur du problème (The Core Problem)
19. Les Disparus (The Disappeared)
20. En eaux troubles (Descent)
21. Pas d'échappatoire, première partie (No Escape: Part I)
22. Pas d'échappatoire, deuxième partie (No Escape: Part II)

### Deuxième saison (2019-2020)
Composée de dix-neuf épisodes, la deuxième et dernière saison est diffusée du 6 octobre 2019 au 26 janvier 2020,. Elle reprend là où la première saison s'arrête, poursuit son récit en parallèle des Derniers Jedi, et se termine avant les événements de L'Ascension de Skywalker.
1. Le Saut dans l'inconnu (Into the Unknown)
2. L'Hypersaut (A Quick Salvage Run)
3. Entraînement intensif (Live Fire)
4. Partie de chasse sur Celsior 3 (Hunt on Celsor 3)
5. L'Ingénieure (The Engineer)
6. La Menace des profondeurs (From Beneath)
7. La Chasseuse de reliques (The Relic Raiders)
8. Rendez-vous manqué (Rendezvous Point)
9. Le Vortex de Voxx 5000 (The Voxx Vortex 5000)
10. La Malédiction de Kaz (Kaz's Curse)
11. Ravitaillement à haut risque (Station to Station)
12. Détresse d'un agent (The Missing Agent)
13. L'Évasion (Breakout)
14. La Mutinerie (The Mutiny)
15. Nouveau Monde (The New World)
16. Découvert (No Place Safe)
17. Reconstruire la Résistance (Rebuilding the Resistance)
18. / 19. L'Évasion (The Escape)

## Diffusion internationale
Star Wars Resistance est diffusée pour la première fois le 7 octobre 2018 sur Disney Channel et Disney XD aux États-Unis. Par la suite, la première saison est diffusée via le service de streaming Disney+ depuis le 12 novembre 2019. La seconde et dernière saison est mise en ligne dès le 25 février 2020. À l'international, Star Wars Resistance est diffusée sur les différentes chaînes Disney XD locales. Elle commence sa diffusion le même jour qu'aux États-Unis, le 7 octobre 2018, en Espagne. Six jours plus tard, elle est lancée en Allemagne, France, Italie et Pologne. En Hongrie, Resistance est diffusée un mois après, le 24 novembre, sur Disney Channel, tandis qu'elle débute le 9 décembre au Japon sur Disney XD. La série débarque en Russie dès le 23 février 2019, également sur Disney Channel.

## Produits dérivés
Aux États-Unis, IDW Publishing consacre deux bandes dessinées dédiées à Resistance dans sa série Star Wars Adventures. Ces histoires, inédites, sont écrites par les scénaristes de la série. Le premier, intitulé All Aces Battle Royale, est inclus dans le seizième numéro d'Adventures et sort le 19 décembre 2018, tandis que le deuxième, nommé Sector 7-E, fait partie du dix-septième numéro et sort le 30 janvier 2019.
Par la suite, la première saison de la série sort uniquement en DVD et sur le sol américain le 20 août 2019. Outre les vingt-deux épisodes, l'intégrale contient une présentation de la série nommée Path of Resistance, des commentaires audio de la distribution sur quatre épisodes (La Tour des as, Le Prix à payer, Bibo et Pas d'échappatoire, deuxième partie) et des making-of nommés Resistance Rewind pour chaque épisode.
Un magazine consacré à la série sort uniquement en Allemagne par Panini. Composé de quatre numéros sortis en 2019, il contient également des bandes dessinées adaptées des épisodes. Parallèlement, en France, quatre romans, basés sur certains épisodes de la première saison, sont édités par la Bibliothèque verte et commercialisés en 2019. Le premier, nommé Le Nouvel espion, sort le 16 janvier 2019 et adapte les deux premiers épisodes, tandis que le second roman, Triples Ténèbres, adapte le troisième et quatrième épisode et sort le 17 avril 2019. Par la suite, le troisième, La Rescapée, sort le 5 juin 2019 et adapte le septième et huitième épisode, alors que le dernier roman, Le Secret de Yeager, adapte le neuvième et dixième épisode et sort le 14 août 2019.
En mai 2019, deux packs Lego, pour la collection Lego Star Wars, sont commercialisés. Consacrés à la série, le premier, numéroté 75240, rassemble le major Elrik Vonreg et son chasseur TIE, la générale Leia Organa, Kazuda Xiono et le droïde Bucket. Le second, numéroté 75242, regroupe Griff Halloran et son Intercepteur TIE modifié ainsi que Poe Dameron et son droïde BB-8. Un mois plus tard, un jeu mobile de course, intitulé Star Wars Resistance Racer, sort sur Android et iOS via l'application DisneyNow disponible uniquement aux États-Unis. Développé par Disney Interactive et NeoPangea avec le moteur de jeu Unity, Racer permet de choisir entre deux personnages, Kazuda Xiono ou Tam Ryvora, et d'affronter les différents antagonistes de Resistance dans les véhicules de la série,. De son côté, au printemps 2019, Hasbro commercialise des figurines dédiées à tous les personnages.

## Distinctions
En 2019, lors de la 45e cérémonie des Saturn Awards, Resistance remporte son unique récompense dans la catégorie de la meilleure série d'animation. Elle est par la suite nommée dans la catégorie du meilleur programme pour enfants lors de la 71e cérémonie des Primetime Creative Arts Emmy Awards. L'année suivante, l'épisode Le Vortex de Voxx 5000 est nommé pour le meilleur montage sonore en animation lors des Motion Picture Sound Editors Awards, tandis que la 72e cérémonie des Primetime Creative Arts Emmy Awards permet à la série d'être à nouveau nommée en tant que meilleur programme pour enfants.